# Dagana (Bhutan)
Dagana is een plaats in Bhutan en is de hoofdplaats van het district Dagana.
In 2005 telde Dagana 1146 inwoners.